# Wyspy Zachodniofryzyjskie

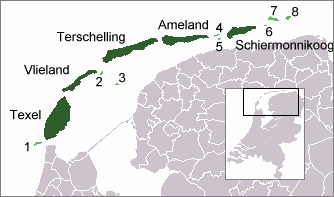
Wyspy Zachodniofryzyjskie

Wyspy Zachodniofryzyjskie (nid. Nederlandse Waddeneilanden lub West-Friese Eilanden; fryz. Westfryske eilannen) – część archipelagu Wysp Fryzyjskich, należąca do Holandii. Wyspy powstały w XIII wieku w wyniku potężnego wdarcia się morza w głąb lądu.
Składają się z 5 większych, zamieszkałych wysp i kilku mniejszych oznaczonych kolejnymi numerami na mapce obok:
- Texel – pow. 161,96 km²
- Terschelling – 88,10 km²
- Ameland – 57,57 km²
- Vlieland – 40,26 km²
- Schiermonnikoog – 39,94 km²
- Rottumerplaat – 7,82 km² (nr 7 na mapce)
- Engelsmanplaat – 6,0 km² (nr 5)
- Noorderhaaks – 4,5 km² (nr 1)
- Rottumeroog – 2,5 km² (nr 8)
- Richel – 1,5 km² (nr 2)
- Griend – 0,82 km² (nr 3)
- Simonszand – 0,5 km² (nr 6)
- Zuiderduintjes – 0,2 km²
- Rif – 0,1 km² (nr 4)

Oddzielone są od stałego lądu płytkim Morzem Wattowym. Komunikacja promowa, na wyspach liczne kurorty i kąpieliska.